# 840
Portal Geschichte | Portal Biografien | Aktuelle Ereignisse | Jahreskalender | Tagesartikel

◄ |
8. Jahrhundert |
9. Jahrhundert
| 10. Jahrhundert | ►

◄ |
810er |
820er |
830er |
840er
| 850er | 860er | 870er | ►

◄◄ |
◄ |
836 |
837 |
838 |
839 |
840
| 841 | 842 | 843 | 844 | ► | ►►
Staatsoberhäupter  · Nekrolog
| Januar | Januar | Januar | Januar | Januar | Januar | Januar | Januar |
| Kw     | Mo     | Di     | Mi     | Do     | Fr     | Sa     | So     |
| ------ | ------ | ------ | ------ | ------ | ------ | ------ | ------ |
| 1      |        |        |        | 1      | 2      | 3      | 4      |
| 2      | 5      | 6      | 7      | 8      | 9      | 10     | 11     |
| 3      | 12     | 13     | 14     | 15     | 16     | 17     | 18     |
| 4      | 19     | 20     | 21     | 22     | 23     | 24     | 25     |
| 5      | 26     | 27     | 28     | 29     | 30     | 31     |        |

| Februar | Februar | Februar | Februar | Februar | Februar | Februar | Februar |
| Kw      | Mo      | Di      | Mi      | Do      | Fr      | Sa      | So      |
| ------- | ------- | ------- | ------- | ------- | ------- | ------- | ------- |
| 5       |         |         |         |         |         |         | 1       |
| 6       | 2       | 3       | 4       | 5       | 6       | 7       | 8       |
| 7       | 9       | 10      | 11      | 12      | 13      | 14      | 15      |
| 8       | 16      | 17      | 18      | 19      | 20      | 21      | 22      |
| 9       | 23      | 24      | 25      | 26      | 27      | 28      | 29      |

| März | März | März | März | März | März | März | März |
| Kw   | Mo   | Di   | Mi   | Do   | Fr   | Sa   | So   |
| ---- | ---- | ---- | ---- | ---- | ---- | ---- | ---- |
| 10   | 1    | 2    | 3    | 4    | 5    | 6    | 7    |
| 11   | 8    | 9    | 10   | 11   | 12   | 13   | 14   |
| 12   | 15   | 16   | 17   | 18   | 19   | 20   | 21   |
| 13   | 22   | 23   | 24   | 25   | 26   | 27   | 28   |
| 14   | 29   | 30   | 31   |      |      |      |      |

| April | April | April | April | April | April | April | April |
| Kw    | Mo    | Di    | Mi    | Do    | Fr    | Sa    | So    |
| ----- | ----- | ----- | ----- | ----- | ----- | ----- | ----- |
| 14    |       |       |       | 1     | 2     | 3     | 4     |
| 15    | 5     | 6     | 7     | 8     | 9     | 10    | 11    |
| 16    | 12    | 13    | 14    | 15    | 16    | 17    | 18    |
| 17    | 19    | 20    | 21    | 22    | 23    | 24    | 25    |
| 18    | 26    | 27    | 28    | 29    | 30    |       |       |

| Mai | Mai | Mai | Mai | Mai | Mai | Mai | Mai |
| Kw  | Mo  | Di  | Mi  | Do  | Fr  | Sa  | So  |
| --- | --- | --- | --- | --- | --- | --- | --- |
| 18  |     |     |     |     |     | 1   | 2   |
| 19  | 3   | 4   | 5   | 6   | 7   | 8   | 9   |
| 20  | 10  | 11  | 12  | 13  | 14  | 15  | 16  |
| 21  | 17  | 18  | 19  | 20  | 21  | 22  | 23  |
| 22  | 24  | 25  | 26  | 27  | 28  | 29  | 30  |
| 23  | 31  |     |     |     |     |     |     |

| Juni | Juni | Juni | Juni | Juni | Juni | Juni | Juni |
| Kw   | Mo   | Di   | Mi   | Do   | Fr   | Sa   | So   |
| ---- | ---- | ---- | ---- | ---- | ---- | ---- | ---- |
| 23   |      | 1    | 2    | 3    | 4    | 5    | 6    |
| 24   | 7    | 8    | 9    | 10   | 11   | 12   | 13   |
| 25   | 14   | 15   | 16   | 17   | 18   | 19   | 20   |
| 26   | 21   | 22   | 23   | 24   | 25   | 26   | 27   |
| 27   | 28   | 29   | 30   |      |      |      |      |

| Juli | Juli | Juli | Juli | Juli | Juli | Juli | Juli |
| Kw   | Mo   | Di   | Mi   | Do   | Fr   | Sa   | So   |
| ---- | ---- | ---- | ---- | ---- | ---- | ---- | ---- |
| 27   |      |      |      | 1    | 2    | 3    | 4    |
| 28   | 5    | 6    | 7    | 8    | 9    | 10   | 11   |
| 29   | 12   | 13   | 14   | 15   | 16   | 17   | 18   |
| 30   | 19   | 20   | 21   | 22   | 23   | 24   | 25   |
| 31   | 26   | 27   | 28   | 29   | 30   | 31   |      |

| August | August | August | August | August | August | August | August |
| Kw     | Mo     | Di     | Mi     | Do     | Fr     | Sa     | So     |
| ------ | ------ | ------ | ------ | ------ | ------ | ------ | ------ |
| 31     |        |        |        |        |        |        | 1      |
| 32     | 2      | 3      | 4      | 5      | 6      | 7      | 8      |
| 33     | 9      | 10     | 11     | 12     | 13     | 14     | 15     |
| 34     | 16     | 17     | 18     | 19     | 20     | 21     | 22     |
| 35     | 23     | 24     | 25     | 26     | 27     | 28     | 29     |
| 36     | 30     | 31     |        |        |        |        |        |

| September | September | September | September | September | September | September | September |
| Kw        | Mo        | Di        | Mi        | Do        | Fr        | Sa        | So        |
| --------- | --------- | --------- | --------- | --------- | --------- | --------- | --------- |
| 36        |           |           | 1         | 2         | 3         | 4         | 5         |
| 37        | 6         | 7         | 8         | 9         | 10        | 11        | 12        |
| 38        | 13        | 14        | 15        | 16        | 17        | 18        | 19        |
| 39        | 20        | 21        | 22        | 23        | 24        | 25        | 26        |
| 40        | 27        | 28        | 29        | 30        |           |           |           |

| Oktober | Oktober | Oktober | Oktober | Oktober | Oktober | Oktober | Oktober |
| Kw      | Mo      | Di      | Mi      | Do      | Fr      | Sa      | So      |
| ------- | ------- | ------- | ------- | ------- | ------- | ------- | ------- |
| 40      |         |         |         |         | 1       | 2       | 3       |
| 41      | 4       | 5       | 6       | 7       | 8       | 9       | 10      |
| 42      | 11      | 12      | 13      | 14      | 15      | 16      | 17      |
| 43      | 18      | 19      | 20      | 21      | 22      | 23      | 24      |
| 44      | 25      | 26      | 27      | 28      | 29      | 30      | 31      |

| November | November | November | November | November | November | November | November |
| Kw       | Mo       | Di       | Mi       | Do       | Fr       | Sa       | So       |
| -------- | -------- | -------- | -------- | -------- | -------- | -------- | -------- |
| 45       | 1        | 2        | 3        | 4        | 5        | 6        | 7        |
| 46       | 8        | 9        | 10       | 11       | 12       | 13       | 14       |
| 47       | 15       | 16       | 17       | 18       | 19       | 20       | 21       |
| 48       | 22       | 23       | 24       | 25       | 26       | 27       | 28       |
| 49       | 29       | 30       |          |          |          |          |          |

| Dezember | Dezember | Dezember | Dezember | Dezember | Dezember | Dezember | Dezember |
| Kw       | Mo       | Di       | Mi       | Do       | Fr       | Sa       | So       |
| -------- | -------- | -------- | -------- | -------- | -------- | -------- | -------- |
| 49       |          |          | 1        | 2        | 3        | 4        | 5        |
| 50       | 6        | 7        | 8        | 9        | 10       | 11       | 12       |
| 51       | 13       | 14       | 15       | 16       | 17       | 18       | 19       |
| 52       | 20       | 21       | 22       | 23       | 24       | 25       | 26       |
| 53       | 27       | 28       | 29       | 30       | 31       |          |          |

| Januar | Januar | Januar | Januar | Januar | Januar | Januar | Januar |
| Kw     | Mo     | Di     | Mi     | Do     | Fr     | Sa     | So     |
| ------ | ------ | ------ | ------ | ------ | ------ | ------ | ------ |
| 1      |        |        |        | 1      | 2      | 3      | 4      |
| 2      | 5      | 6      | 7      | 8      | 9      | 10     | 11     |
| 3      | 12     | 13     | 14     | 15     | 16     | 17     | 18     |
| 4      | 19     | 20     | 21     | 22     | 23     | 24     | 25     |
| 5      | 26     | 27     | 28     | 29     | 30     | 31     |        |

| Februar | Februar | Februar | Februar | Februar | Februar | Februar | Februar |
| Kw      | Mo      | Di      | Mi      | Do      | Fr      | Sa      | So      |
| ------- | ------- | ------- | ------- | ------- | ------- | ------- | ------- |
| 5       |         |         |         |         |         |         | 1       |
| 6       | 2       | 3       | 4       | 5       | 6       | 7       | 8       |
| 7       | 9       | 10      | 11      | 12      | 13      | 14      | 15      |
| 8       | 16      | 17      | 18      | 19      | 20      | 21      | 22      |
| 9       | 23      | 24      | 25      | 26      | 27      | 28      | 29      |

| März | März | März | März | März | März | März | März |
| Kw   | Mo   | Di   | Mi   | Do   | Fr   | Sa   | So   |
| ---- | ---- | ---- | ---- | ---- | ---- | ---- | ---- |
| 10   | 1    | 2    | 3    | 4    | 5    | 6    | 7    |
| 11   | 8    | 9    | 10   | 11   | 12   | 13   | 14   |
| 12   | 15   | 16   | 17   | 18   | 19   | 20   | 21   |
| 13   | 22   | 23   | 24   | 25   | 26   | 27   | 28   |
| 14   | 29   | 30   | 31   |      |      |      |      |

| April | April | April | April | April | April | April | April |
| Kw    | Mo    | Di    | Mi    | Do    | Fr    | Sa    | So    |
| ----- | ----- | ----- | ----- | ----- | ----- | ----- | ----- |
| 14    |       |       |       | 1     | 2     | 3     | 4     |
| 15    | 5     | 6     | 7     | 8     | 9     | 10    | 11    |
| 16    | 12    | 13    | 14    | 15    | 16    | 17    | 18    |
| 17    | 19    | 20    | 21    | 22    | 23    | 24    | 25    |
| 18    | 26    | 27    | 28    | 29    | 30    |       |       |

| Mai | Mai | Mai | Mai | Mai | Mai | Mai | Mai |
| Kw  | Mo  | Di  | Mi  | Do  | Fr  | Sa  | So  |
| --- | --- | --- | --- | --- | --- | --- | --- |
| 18  |     |     |     |     |     | 1   | 2   |
| 19  | 3   | 4   | 5   | 6   | 7   | 8   | 9   |
| 20  | 10  | 11  | 12  | 13  | 14  | 15  | 16  |
| 21  | 17  | 18  | 19  | 20  | 21  | 22  | 23  |
| 22  | 24  | 25  | 26  | 27  | 28  | 29  | 30  |
| 23  | 31  |     |     |     |     |     |     |

| Juni | Juni | Juni | Juni | Juni | Juni | Juni | Juni |
| Kw   | Mo   | Di   | Mi   | Do   | Fr   | Sa   | So   |
| ---- | ---- | ---- | ---- | ---- | ---- | ---- | ---- |
| 23   |      | 1    | 2    | 3    | 4    | 5    | 6    |
| 24   | 7    | 8    | 9    | 10   | 11   | 12   | 13   |
| 25   | 14   | 15   | 16   | 17   | 18   | 19   | 20   |
| 26   | 21   | 22   | 23   | 24   | 25   | 26   | 27   |
| 27   | 28   | 29   | 30   |      |      |      |      |

| Juli | Juli | Juli | Juli | Juli | Juli | Juli | Juli |
| Kw   | Mo   | Di   | Mi   | Do   | Fr   | Sa   | So   |
| ---- | ---- | ---- | ---- | ---- | ---- | ---- | ---- |
| 27   |      |      |      | 1    | 2    | 3    | 4    |
| 28   | 5    | 6    | 7    | 8    | 9    | 10   | 11   |
| 29   | 12   | 13   | 14   | 15   | 16   | 17   | 18   |
| 30   | 19   | 20   | 21   | 22   | 23   | 24   | 25   |
| 31   | 26   | 27   | 28   | 29   | 30   | 31   |      |

| August | August | August | August | August | August | August | August |
| Kw     | Mo     | Di     | Mi     | Do     | Fr     | Sa     | So     |
| ------ | ------ | ------ | ------ | ------ | ------ | ------ | ------ |
| 31     |        |        |        |        |        |        | 1      |
| 32     | 2      | 3      | 4      | 5      | 6      | 7      | 8      |
| 33     | 9      | 10     | 11     | 12     | 13     | 14     | 15     |
| 34     | 16     | 17     | 18     | 19     | 20     | 21     | 22     |
| 35     | 23     | 24     | 25     | 26     | 27     | 28     | 29     |
| 36     | 30     | 31     |        |        |        |        |        |

| September | September | September | September | September | September | September | September |
| Kw        | Mo        | Di        | Mi        | Do        | Fr        | Sa        | So        |
| --------- | --------- | --------- | --------- | --------- | --------- | --------- | --------- |
| 36        |           |           | 1         | 2         | 3         | 4         | 5         |
| 37        | 6         | 7         | 8         | 9         | 10        | 11        | 12        |
| 38        | 13        | 14        | 15        | 16        | 17        | 18        | 19        |
| 39        | 20        | 21        | 22        | 23        | 24        | 25        | 26        |
| 40        | 27        | 28        | 29        | 30        |           |           |           |

| Oktober | Oktober | Oktober | Oktober | Oktober | Oktober | Oktober | Oktober |
| Kw      | Mo      | Di      | Mi      | Do      | Fr      | Sa      | So      |
| ------- | ------- | ------- | ------- | ------- | ------- | ------- | ------- |
| 40      |         |         |         |         | 1       | 2       | 3       |
| 41      | 4       | 5       | 6       | 7       | 8       | 9       | 10      |
| 42      | 11      | 12      | 13      | 14      | 15      | 16      | 17      |
| 43      | 18      | 19      | 20      | 21      | 22      | 23      | 24      |
| 44      | 25      | 26      | 27      | 28      | 29      | 30      | 31      |

| November | November | November | November | November | November | November | November |
| Kw       | Mo       | Di       | Mi       | Do       | Fr       | Sa       | So       |
| -------- | -------- | -------- | -------- | -------- | -------- | -------- | -------- |
| 45       | 1        | 2        | 3        | 4        | 5        | 6        | 7        |
| 46       | 8        | 9        | 10       | 11       | 12       | 13       | 14       |
| 47       | 15       | 16       | 17       | 18       | 19       | 20       | 21       |
| 48       | 22       | 23       | 24       | 25       | 26       | 27       | 28       |
| 49       | 29       | 30       |          |          |          |          |          |

| Dezember | Dezember | Dezember | Dezember | Dezember | Dezember | Dezember | Dezember |
| Kw       | Mo       | Di       | Mi       | Do       | Fr       | Sa       | So       |
| -------- | -------- | -------- | -------- | -------- | -------- | -------- | -------- |
| 49       |          |          | 1        | 2        | 3        | 4        | 5        |
| 50       | 6        | 7        | 8        | 9        | 10       | 11       | 12       |
| 51       | 13       | 14       | 15       | 16       | 17       | 18       | 19       |
| 52       | 20       | 21       | 22       | 23       | 24       | 25       | 26       |
| 53       | 27       | 28       | 29       | 30       | 31       |          |          |

## Ereignisse

### Politik und Weltgeschehen

#### Frankenreich
- Anfang des Jahres unternimmt Ludwig der Deutsche einen Feldzug gegen seinen Vater Ludwig den Frommen nach Alemannien, nachdem dieser ihm nur noch Bayern als Herrschaftsgebiet zugestanden hat. Er tritt aber kampflos den Rückzug an, als der Kaiser mit einem Heer anrückt.
- 20. Juni: Ludwig der Fromme, Kaiser des Fränkischen Reiches, stirbt während einer Reise auf einer Rheininsel bei Ingelheim. Nach dem Tod Kaiser Ludwigs erhebt sein ältester Sohn Lothar Anspruch auf alle in der Ordinatio imperii von 817 festgelegten Kaiserrechte. Daraufhin verbünden sich Ludwig der Deutsche und Karl der Kahle. Lothar I. geht mit seinem Neffen Pippin II. von Aquitanien, dem Sohn des 838 verstorbenen Pippin I., ein Bündnis ein.

#### Italien
- Der langobardische Graf von Capua Landulf erklärt die Unabhängigkeit von Benevent und wird zum Herrscher über Capua. Diese Abspaltung markiert einen weiteren Schritt in der Zersplitterung des langobardischen Königreichs und führt zu einer Schwächung der zentralen Autorität in Süditalien.
- Sergius wird von den Bürgern Neapels zum Magister militum gewählt und tritt sein Amt als militärischer Führer an. Er wird der erste erbliche Herzog von Neapel und etabliert damit eine dynastische Herrschaft, die die politische Unabhängigkeit Neapels stärkt.
- Die venezianische Flotte startet erfolglose Angriffe auf die arabischen Truppen, die in der Zwischenzeit die Städte Tarent (839–880) und Bari (841) erobert haben. Trotz der militärischen Bemühungen der Venezianer gelingt es ihnen nicht, die arabische Expansion in Süditalien zu stoppen.

#### Britische Inseln
- 840/41: Norwegische Wikinger erobern Dublin und etablieren dort ein nordisches Königreich. Die Stadt wird ein bedeutendes Handelszentrum und ein Machtstützpunkt der Wikinger in Irland. Dieses Königreich prägt die politische und wirtschaftliche Landschaft Irlands für mehrere Jahrhunderte.
- König Wigstan von Mercia, Enkel des ehemaligen Herrschers Wiglaf, entscheidet sich gegen das Königtum und zieht ein religiöses Leben vor. Er bittet seine Mutter, Prinzessin Ælfflæd, die Regentschaft zu übernehmen. Ein Adliger namens Berhtric aus der Linie des verstorbenen Königs Beornred möchte Ælfflæd heiraten, ist jedoch ein naher Verwandter. Wigstan verweigert seine Zustimmung zu dieser Verbindung. Daraufhin wird Wigstan von Anhängern Berhtrics in Wistow ermordet. Er wird in der Repton Abbey beigesetzt und später als Heiliger verehrt. Der Thron Mercias geht an Berhtrics Vater Beorhtwulf über.

#### Asien

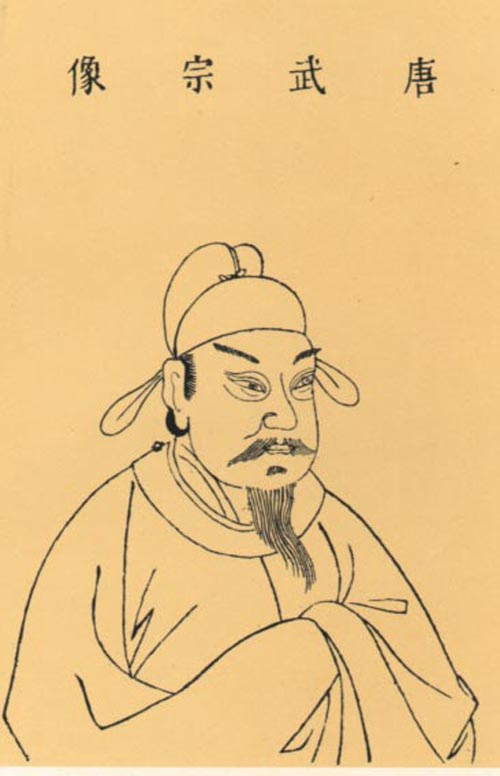
Tang Wuzong

- Tang Wuzong, ein Abhänger des Daoismus, wird nach dem Tod seines Bruders Tang Wenzong Kaiser der Tang-Dynastie in China. Zu Beginn seiner Herrschaft ist der Einfluss der Eunuchen am chinesischen Hof so stark, dass sie oft die praktischen politischen Entscheidungen treffen. Es gelingt Wuzong jedoch mit Hilfe seines Onkels Xuānzong und des Kanzlers Li Deyu, sich gegenüber den Eunuchen durchzusetzen und ihren Einfluss einzuschränken.

Khaganat der Uiguren (um 800)

- Khaganat der Uiguren (um 800)Die Jenissei-Kirgisen, die entlang des Jenissei-Flusses siedeln, marschieren mit einer Streitmacht von etwa 80.000 Reitern gegen die Uiguren. Sie plündern die uigurische Hauptstadt Ordu-Baliq und vertreiben die Uiguren aus der Mongolei. Mit diesem Angriff endet das Uigurische Khanat, das zuvor eine dominierende Macht in der Region war.
- In Dailam wird die Bergfestung Alamut errichtet.

#### Urkundliche Ersterwähnungen
- Ardez, Bivio, Brienz/Brinzauls, Degen, Duvin, Emmen, Felsberg, Giswil, Kriens (ungefähres Datum, die Urkunde lässt sich nicht exakt datieren), Malans, Malters, Mathon, Rhäzüns, Schnaus, Sevgein, Siat, Vaz/Obervaz, Vella und Zuoz werden erstmals urkundlich erwähnt.

### Wirtschaft
- Kaiser Lothar I. gewährt den Venezianern das Privileg, auf dem Fluss Po Handel zu treiben. Konvois segeln nach Pavia, von wo aus die Waren auf dem Landweg weiterverfrachtet werden. Hier beginnen drei grobe Handelsrouten, die nach dem Frankenreich, nach Rom und über die Alpen nach Deutschland führen.

### Wissenschaft und Kultur
- Die japanische Chronik Nihon Kōki wird fertiggestellt. Sie ist eine offizielle Chronik Japans für die Jahre 792 bis 833. Sie gehört als dritter Teil zu den sechs offiziellen Reichsgeschichten (Rikkokushi). Als Herausgeber des Nihon Kōki gilt Fujiwara no Otsugu.
- um 840: Der Reichenauer Mönch Walahfrid Strabo verfasst den Liber de cultura hortorum (Buch über die Pflege der Gärten), ein botanisches Werk in Form eines Lehrgedichts. In Versform sind in dem seinem Lehrer Grimaldus gewidmeten Werk in 23 Strophen 24 Heilpflanzen sowie deren Anwendungsmöglichkeiten aufgeführt.

### Religion

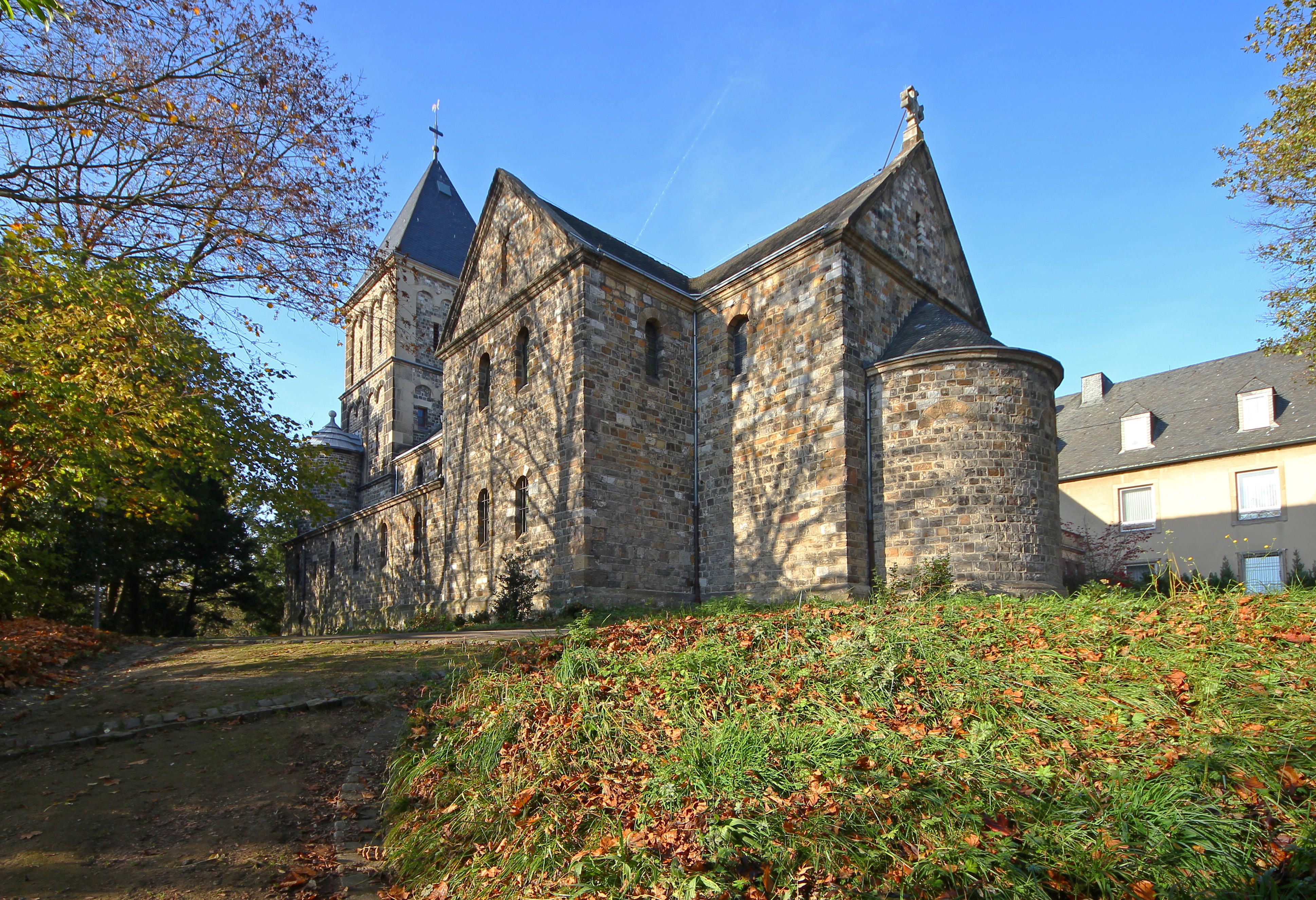
Kirche und Kloster St. Salvator in Aachen

- um 840: Die Kirche St. Salvator in Aachen wird erstmals urkundlich erwähnt.
- Leon der Mathematiker, ein bedeutender Gelehrter und Philosoph, wird Ende des Jahres 840 zum Metropoliten von Thessaloniki ernannt.

## Historische Karten und Ansichten

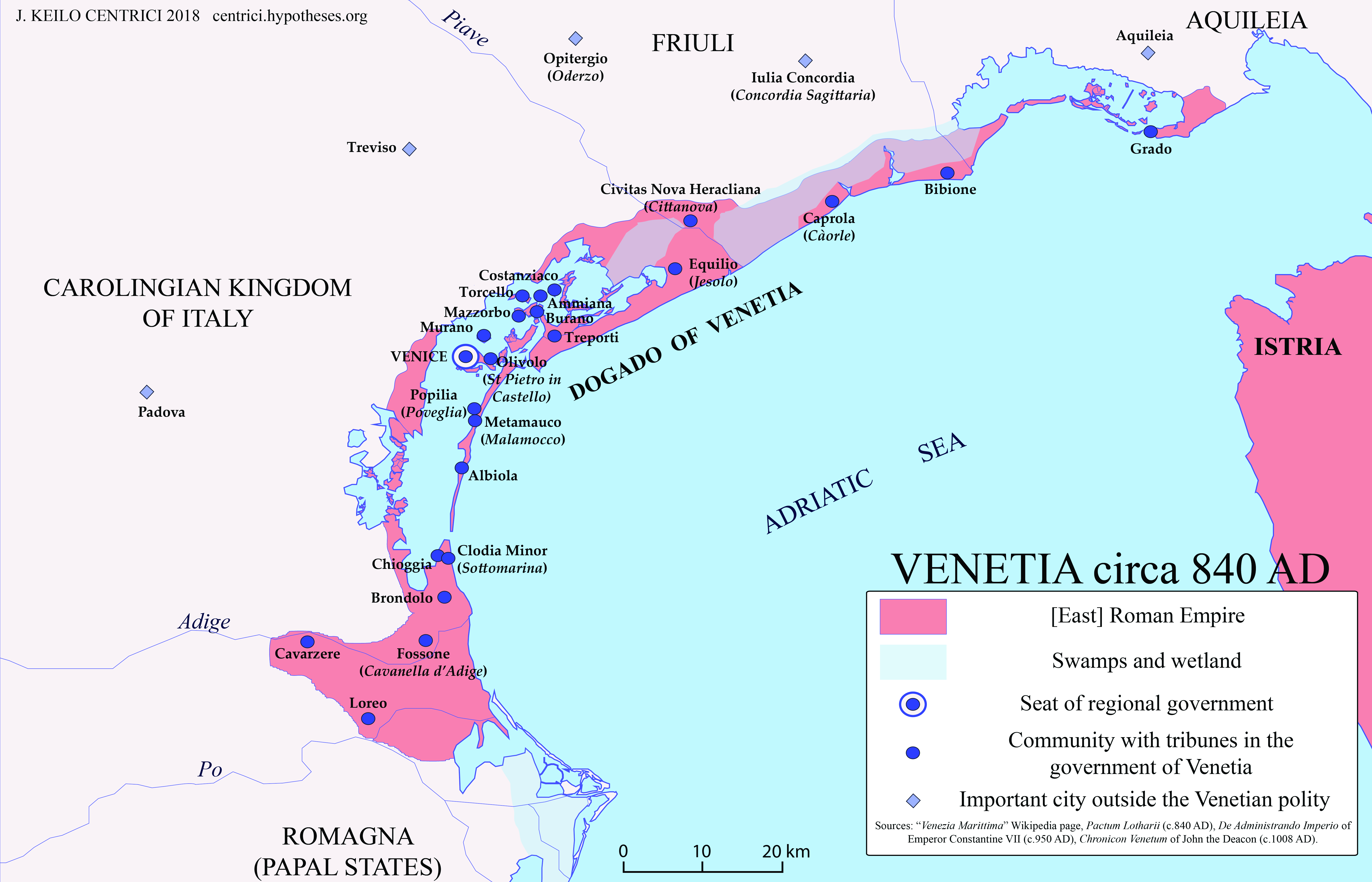
Einflussbereich des Byzantinischen Reiches und Venedigs um 840

## Geboren

### Geboren im Jahr 840
- Aedh, König von Schottland († 878)
- Hathumod, Äbtissin des Stifts Gandersheim († 874)

### Geboren um 840
- Adalhard II., Graf von Metz im Moselgau († um 889)
- Eudokia Ingerina, byzantinischer Kaiserin († 882)
- Horik II., dänischer Wikinger, König in Jütland und Schleswig († nach 870)
- Hucbald, fränkischer Musiktheoretiker († 930)
- Ingelger, fränkischer Vizegraf († 886)
- Kliment von Ohrid, bulgarischer Erzbischof († 916)
- Notker I., karolingischer Dichter († 912)
- Regino von Prüm, deutscher Mönch und Schriftsteller († 915)
- Sunyer II., fränkischer Graf († 915)
- Unruoch III., fränkischer Markgraf († 874)
- 840/850: Isaak ben Salomon Israeli, ägyptischer Arzt und jüdischer Philosoph (gest. um 932)

## Gestorben

### Todesdatum gesichert
- 26. Januar: Notburga von Bühl, schottische Königstochter, Heilige der katholischen Kirche (* 796)
- 8. Februar: Thiatgrim, Bischof von Halberstadt
- 14. März: Einhard, fränkischer Gelehrter, Kunstsachverständiger und Autor, Chronist Karls des Großen (* um 770)
- 8. Mai: Junna, japanischer Kaiser (* 786)
- 6. Juni: Agobard, Erzbischof von Lyon (* um 769)
- 20. Juni: Ludwig der Fromme, Kaiser des Fränkischen Reiches (* 778)

### Genaues Todesdatum unbekannt
- Tang Wenzong, Kaiser von China (* 809)
- Wiglaf, König von Mercia

### Gestorben um 840
- 29. November 840 oder 842: Walterich, Gründer und erster Abt des Benediktinerklosters Murrhardt